# Сами Роудс
Сами Роудс (на английски: Sammie Rhodes) е артистичен псевдоним на американската порнографска актриса Лора Ан Фишър (Laura Ann Fisher), родена на 10 ноември 1984 г. в град Ню Хейвън, щата Кънектикът, САЩ.

## Награди и номинации
Носителка на награди за изпълнение на сцени
- 2008: CAVR награда за жена на годината.[3]
- 2008: AVN награда за най-добра секс сцена само с момичета (видео) – „Бавачки“ (с София Санти, Алектра Блу, Енджи Севидж и Лекси Тайлър).[4][5]

Номинации за награди
- 2006: Номинация за AVN награда за най-добра секс сцена само с момичета (видео) – заедно с Хилари Скот за изпълнение на сцена във филма „Гробница на курви“.[5]
- 2006: Номинация за AVN награда за най-добра секс сцена само с момичета (видео) – заедно с Тиана Лин и Дани Удуърд за изпълнение на сцена във филма „Суперскуирт 2“.[5]
- 2006: Номинация за AVN награда за най-добра секс сцена само с момичета (видео) – заедно с Алексия, Джиджи, Кайлин, МакКензи Мак, Кърстен Прайс, Селесте Стар и Лекси Тайлър за изпълнението им на сцена във филма „Гърлвана“.[5]
- 2007: Номинация за AVN награда за най-добра соло секс сцена – за изпълнение на сцена във филма „Интоксикация“.[5]
- 2007: Номинация за AVN награда за най-добра секс сцена само с момичета (видео) – заедно с Джейми Хюксли за изпълнението им на сцена във филма „Арткор 4: сънища“.[5]
- 2007: Номинация за AVN награда за най-добра секс сцена само с момичета (видео) – заедно с Шайла Стайлз и Дженивив Джоли за изпълнението им на сцена във филма „Гърлвана 2“.[5]
- 2008: Номинация за AVN награда за непризната звезда.[6]
- 2008: Номинация за CAVR награда за звезда на годината.[7]
- 2009: Номинация за AVN награда за най-добра соло секс сцена.[5]
- 2009: Номинация за AVN награда за най-добра секс сцена само с момичета – заедно с Ева Анджелина, Джесмин Бърн, Вик Синистър и Старла Стърлинг за изпълнението им на сцена във филма „Babes Illustrated 17“.[5]
- 2009: Номинация за AVN награда за най-добра секс сцена с тройка само момичета – заедно с Ева Анджелина и Райдър Скай за изпълнението им на сцена във филма „Babes Illustrated 17“.[5]
- 2009: Номинация за AVN награда за най-добра секс сцена с тройка само момичета – заедно с Яна Кова и Анди Валентино за изпълнение на сцена във филма „Яна Кова: мръсно видео“.[5]
- 2010: Номинация за AVN награда за най-добра секс сцена с двойка само момичета – заедно с Кристина Роуз за изпълнение на сцена във филма „Бичкрафт 6“.[5]